# 아이네시데모스
아이네시데모스(Αἰνησίδημος)는 크레타섬 크노소스에서 태어난 그리스의 회의주의 철학자의다. 기원전 1세기에 살았으며, 알렉산드리아에서 수학하고, 키케로 이후에 짧게 활약하였다. 그는 플라톤 아카데미아의 일원으로 생각되나, 아카데메아 이론에 대한 거부하고 피론이나 티몬이 제안한 것과 같이 인식론의 풀 수 없는 문제로 생각한 것에 대한 해결책으로 에포케의 원리를 부활시키거나 판단을 의심하였다. 그의 학파는 가장 일반적으로 피론주의 학파이자 후기 회의주의 학파로 칭해진다. 그의 주저인 《피론 어록》(Πυρρώνειοι λóγοι)는 회의주의와 의심의 원인, 진리와 인과율에 대한 논증, 물리학 이론, 윤리학 이론 등 네 가지 개념을 다룬다. 이 중에서 가장 첫 번째가 중요하며, 그의 판단에 대한 의심의 이유는 열 개의 조(條)로 구성된다. 포티오스와 섹스투스 엠피리쿠스가 그에 대해서 자세히 언급하거나 논하였고, 디오게네스 라에르티오스나 필론도 언급하였으나 그의 저작은 남아 있지 않기 때문에 그 자신에 대해서는 거의 알려져 있지 않다.

## 회의주의 10조
《피론 어록》에서 에포케의 이유는 열 개의 조로 주워지며, 아이네시데모스의 주장은 다음과 같다.
1. 다른 동물은 다른 인식의 형태를 나타낸다.
2. 비슷한 차이가 인간 개인 간에도 나타난다.
3. 동일한 인간에게도 감각에 의해 인식된 정보는 스스로 모순적이다.
4. 더 나아가 물리적 변화와 함께 시간이 지나면서 달라진다.
5. 게다가, 이러한 데이터는 지역적 관계에 따라 달라진다.
6. 객체는 오직 간적적으로만 공기, 수분 등의 매개를 통해서만 알 수 있다.
7. 이러한 개체는 색, 온도, 크기, 운동이 영구히 변화하는 상태에 있다.
8. 모든 인식은 상대적이며, 다른 것과 상호작용한다.
9. 우리의 인상은 관습에 의해 덜 비판적이 된다.
10. 모든 인간은 다른 법과 사회적 상황에서 다른 믿음을 주입받는다.

다시 말해, 아이네시데모스는 다른 것에 대한 그 중요성이 인간 관찰자에 의해 정확히 파악될 수 없는 환경에서 진리는 무한히 변화한다고 주장하였다. 그러므로 모든 인간은 다른 인식을 가지기 때문에 그는 완전한 지식의 어떠한 형태도 거부하고, 감각에 의해 수집된 데이터를 그 자신에게 특유한 방법으로 정리하였다.

## 같이 보기
- 아르케실라오스
- 카르네아데스
- 피론